# نزلة جريس
قرية نزلة جريس هي إحدى القرى التابعة لمركز أبو قرقاص بمحافظة المنيا في جمهورية مصر العربية. حسب إحصاءات سنة 2006، بلغ إجمالي السكان في نزلة جريس 10279 نسمة، منهم 5209 رجال و5070 امرأة.